# Fàbrica de Galetes la Palma
La Fàbrica de Galetes la Palma és una obra modernista de Cervera (Segarra) protegida com a Bé Cultural d'Interès Local.

## Descripció
Fàbrica situada a tocar de les vies del tren de la línia Saragossa-Lleida-Manresa-Barcelona, al nord del nucli antic. L'edifici és de planta rectangular i té una portada oberta a la planta baixa que dona entrada al recinte de la finca, composta per l'antiga fàbrica i l'habitatge dels propietaris, la família Güell. El frontis de l'edifici fabril està definit per dues grans finestres d'arc carpanell remarcat per maons i que tenen dues finestres més petites i estretes a banda i banda. El tester presenta un remat esglaonat, amb una notòria presència del maó vist, que esdevé un dels elements bàsics de la construcció dels nous edificis industrials, però que alhora també s'aplica a les residències particulars.

## Història
Entre 1919 i 1920 s'establia a Cervera la fàbrica de galetes la Palma, el primer edifici fabril en un entorn fonamentalment agrari. En un principi tenia entre 20 i 30 treballadors i augmentà fins al centenar. La comercialització del producte es feia a àmbit peninsular.
Els orígens de la fàbrica els trobem a Manresa, on Rossend Güell la va el 1914. Els conflictes entre treballadors i la patronal van fer la fàbrica es traslladés a Cervera. Població de tipus rural on no hi havia aquest tipus de problema i a més la mà d'obra era més barata.
La fàbrica es va instal·lar a la vora del ferrocarril, cosa que facilitava la distribució del producte.
A partir de 1960 hi va haver una transformació i modernització al sector de les galetes degut al creixement econòmic. La fàbrica "La Palma" no va poder assumir les despeses que havia de fer per a modernitzar les instal·lacions i va haver de tancar el 1967.